# هاوارد متزباوم
هاوارد متزباوم (به انگلیسی: Howard Metzenbaum) سناتور سابق عضو حزب دموکرات ایالات متحده آمریکا بود. وی در سال ۱۹۷۴ و ۱۹۷۶ تا ۱۹۹۵ میلادی سناتور ایالت اوهایو در سنای ایالات متحده آمریکا بود.